# トラウゼッラ
トラウゼッラ（伊: Trausella）は、イタリア共和国ピエモンテ州トリノ県に存在した、人口約100人の基礎自治体（コムーネ）。
2019年1月1日にメウリアーノ、ヴィーコ・カナヴェーゼと合併してヴァルキウーザの一部となった。

## 地理

### 位置・広がり

#### 隣接コムーネ
コムーネとしてのトラウゼッラは、以下のコムーネと隣接していた。括弧内のAOはヴァッレ・ダオスタ州所属を示す。
- ドンナス (AO)
- クインチネット
- トラヴェルセッラ
- ブロッソ
- メウリアーノ
- カステッラモンテ
- アーリチェ・スペリオーレ
- ルエーリオ
- ヴィーコ・カナヴェーゼ
- カステルヌオーヴォ・ニグラ